# ليزلي بلامر
ليزلي بلامر (بالإنجليزية: Leslie Plummer)‏ هو سياسي بريطاني، ولد في 2 يونيو 1901 في ديميرارا، وتوفي في 15 أبريل 1963 في نيويورك في الولايات المتحدة. حزبياً، نشط في حزب العمال. في الانتخابات العامة في المملكة المتحدة 1951 ‏، انتخب عضو برلمان المملكة المتحدة الـ40 عن دائرة Deptford (UK Parliament constituency) ‏ (25 أكتوبر 1951 – 6 مايو 1955) وفي الانتخابات العامة في المملكة المتحدة 1955 ‏، انتخب عضو البرلمان الحادي والأربعين للمملكة المتحدة ‏ عن دائرة Deptford (UK Parliament constituency) ‏ (26 مايو 1955 – 18 سبتمبر 1959) وفي الانتخابات العامة في المملكة المتحدة 1959 ‏، انتخب عضو البرلمان الثاني والأربعون للمملكة المتحدة ‏ عن دائرة Deptford (UK Parliament constituency) ‏ (8 أكتوبر 1959 – 15 أبريل 1963).